# 1311
Portal Geschichte | Portal Biografien | Aktuelle Ereignisse | Jahreskalender | Tagesartikel

◄ |
13. Jahrhundert |
14. Jahrhundert
| 15. Jahrhundert | ►

◄ |
1280er |
1290er |
1300er |
1310er
| 1320er | 1330er | 1340er | ►

◄◄ |
◄ |
1307 |
1308 |
1309 |
1310 |
1311
| 1312 | 1313 | 1314 | 1315 | ► | ►►
Staatsoberhäupter  · Nekrolog
| Januar | Januar | Januar | Januar | Januar | Januar | Januar | Januar |
| Kw     | Mo     | Di     | Mi     | Do     | Fr     | Sa     | So     |
| ------ | ------ | ------ | ------ | ------ | ------ | ------ | ------ |
| 53     |        |        |        |        | 1      | 2      | 3      |
| 1      | 4      | 5      | 6      | 7      | 8      | 9      | 10     |
| 2      | 11     | 12     | 13     | 14     | 15     | 16     | 17     |
| 3      | 18     | 19     | 20     | 21     | 22     | 23     | 24     |
| 4      | 25     | 26     | 27     | 28     | 29     | 30     | 31     |

| Februar | Februar | Februar | Februar | Februar | Februar | Februar | Februar |
| Kw      | Mo      | Di      | Mi      | Do      | Fr      | Sa      | So      |
| ------- | ------- | ------- | ------- | ------- | ------- | ------- | ------- |
| 5       | 1       | 2       | 3       | 4       | 5       | 6       | 7       |
| 6       | 8       | 9       | 10      | 11      | 12      | 13      | 14      |
| 7       | 15      | 16      | 17      | 18      | 19      | 20      | 21      |
| 8       | 22      | 23      | 24      | 25      | 26      | 27      | 28      |

| März | März | März | März | März | März | März | März |
| Kw   | Mo   | Di   | Mi   | Do   | Fr   | Sa   | So   |
| ---- | ---- | ---- | ---- | ---- | ---- | ---- | ---- |
| 9    | 1    | 2    | 3    | 4    | 5    | 6    | 7    |
| 10   | 8    | 9    | 10   | 11   | 12   | 13   | 14   |
| 11   | 15   | 16   | 17   | 18   | 19   | 20   | 21   |
| 12   | 22   | 23   | 24   | 25   | 26   | 27   | 28   |
| 13   | 29   | 30   | 31   |      |      |      |      |

| April | April | April | April | April | April | April | April |
| Kw    | Mo    | Di    | Mi    | Do    | Fr    | Sa    | So    |
| ----- | ----- | ----- | ----- | ----- | ----- | ----- | ----- |
| 13    |       |       |       | 1     | 2     | 3     | 4     |
| 14    | 5     | 6     | 7     | 8     | 9     | 10    | 11    |
| 15    | 12    | 13    | 14    | 15    | 16    | 17    | 18    |
| 16    | 19    | 20    | 21    | 22    | 23    | 24    | 25    |
| 17    | 26    | 27    | 28    | 29    | 30    |       |       |

| Mai | Mai | Mai | Mai | Mai | Mai | Mai | Mai |
| Kw  | Mo  | Di  | Mi  | Do  | Fr  | Sa  | So  |
| --- | --- | --- | --- | --- | --- | --- | --- |
| 17  |     |     |     |     |     | 1   | 2   |
| 18  | 3   | 4   | 5   | 6   | 7   | 8   | 9   |
| 19  | 10  | 11  | 12  | 13  | 14  | 15  | 16  |
| 20  | 17  | 18  | 19  | 20  | 21  | 22  | 23  |
| 21  | 24  | 25  | 26  | 27  | 28  | 29  | 30  |
| 22  | 31  |     |     |     |     |     |     |

| Juni | Juni | Juni | Juni | Juni | Juni | Juni | Juni |
| Kw   | Mo   | Di   | Mi   | Do   | Fr   | Sa   | So   |
| ---- | ---- | ---- | ---- | ---- | ---- | ---- | ---- |
| 22   |      | 1    | 2    | 3    | 4    | 5    | 6    |
| 23   | 7    | 8    | 9    | 10   | 11   | 12   | 13   |
| 24   | 14   | 15   | 16   | 17   | 18   | 19   | 20   |
| 25   | 21   | 22   | 23   | 24   | 25   | 26   | 27   |
| 26   | 28   | 29   | 30   |      |      |      |      |

| Juli | Juli | Juli | Juli | Juli | Juli | Juli | Juli |
| Kw   | Mo   | Di   | Mi   | Do   | Fr   | Sa   | So   |
| ---- | ---- | ---- | ---- | ---- | ---- | ---- | ---- |
| 26   |      |      |      | 1    | 2    | 3    | 4    |
| 27   | 5    | 6    | 7    | 8    | 9    | 10   | 11   |
| 28   | 12   | 13   | 14   | 15   | 16   | 17   | 18   |
| 29   | 19   | 20   | 21   | 22   | 23   | 24   | 25   |
| 30   | 26   | 27   | 28   | 29   | 30   | 31   |      |

| August | August | August | August | August | August | August | August |
| Kw     | Mo     | Di     | Mi     | Do     | Fr     | Sa     | So     |
| ------ | ------ | ------ | ------ | ------ | ------ | ------ | ------ |
| 30     |        |        |        |        |        |        | 1      |
| 31     | 2      | 3      | 4      | 5      | 6      | 7      | 8      |
| 32     | 9      | 10     | 11     | 12     | 13     | 14     | 15     |
| 33     | 16     | 17     | 18     | 19     | 20     | 21     | 22     |
| 34     | 23     | 24     | 25     | 26     | 27     | 28     | 29     |
| 35     | 30     | 31     |        |        |        |        |        |

| September | September | September | September | September | September | September | September |
| Kw        | Mo        | Di        | Mi        | Do        | Fr        | Sa        | So        |
| --------- | --------- | --------- | --------- | --------- | --------- | --------- | --------- |
| 35        |           |           | 1         | 2         | 3         | 4         | 5         |
| 36        | 6         | 7         | 8         | 9         | 10        | 11        | 12        |
| 37        | 13        | 14        | 15        | 16        | 17        | 18        | 19        |
| 38        | 20        | 21        | 22        | 23        | 24        | 25        | 26        |
| 39        | 27        | 28        | 29        | 30        |           |           |           |

| Oktober | Oktober | Oktober | Oktober | Oktober | Oktober | Oktober | Oktober |
| Kw      | Mo      | Di      | Mi      | Do      | Fr      | Sa      | So      |
| ------- | ------- | ------- | ------- | ------- | ------- | ------- | ------- |
| 39      |         |         |         |         | 1       | 2       | 3       |
| 40      | 4       | 5       | 6       | 7       | 8       | 9       | 10      |
| 41      | 11      | 12      | 13      | 14      | 15      | 16      | 17      |
| 42      | 18      | 19      | 20      | 21      | 22      | 23      | 24      |
| 43      | 25      | 26      | 27      | 28      | 29      | 30      | 31      |

| November | November | November | November | November | November | November | November |
| Kw       | Mo       | Di       | Mi       | Do       | Fr       | Sa       | So       |
| -------- | -------- | -------- | -------- | -------- | -------- | -------- | -------- |
| 44       | 1        | 2        | 3        | 4        | 5        | 6        | 7        |
| 45       | 8        | 9        | 10       | 11       | 12       | 13       | 14       |
| 46       | 15       | 16       | 17       | 18       | 19       | 20       | 21       |
| 47       | 22       | 23       | 24       | 25       | 26       | 27       | 28       |
| 48       | 29       | 30       |          |          |          |          |          |

| Dezember | Dezember | Dezember | Dezember | Dezember | Dezember | Dezember | Dezember |
| Kw       | Mo       | Di       | Mi       | Do       | Fr       | Sa       | So       |
| -------- | -------- | -------- | -------- | -------- | -------- | -------- | -------- |
| 48       |          |          | 1        | 2        | 3        | 4        | 5        |
| 49       | 6        | 7        | 8        | 9        | 10       | 11       | 12       |
| 50       | 13       | 14       | 15       | 16       | 17       | 18       | 19       |
| 51       | 20       | 21       | 22       | 23       | 24       | 25       | 26       |
| 52       | 27       | 28       | 29       | 30       | 31       |          |          |

| Januar | Januar | Januar | Januar | Januar | Januar | Januar | Januar |
| Kw     | Mo     | Di     | Mi     | Do     | Fr     | Sa     | So     |
| ------ | ------ | ------ | ------ | ------ | ------ | ------ | ------ |
| 53     |        |        |        |        | 1      | 2      | 3      |
| 1      | 4      | 5      | 6      | 7      | 8      | 9      | 10     |
| 2      | 11     | 12     | 13     | 14     | 15     | 16     | 17     |
| 3      | 18     | 19     | 20     | 21     | 22     | 23     | 24     |
| 4      | 25     | 26     | 27     | 28     | 29     | 30     | 31     |

| Februar | Februar | Februar | Februar | Februar | Februar | Februar | Februar |
| Kw      | Mo      | Di      | Mi      | Do      | Fr      | Sa      | So      |
| ------- | ------- | ------- | ------- | ------- | ------- | ------- | ------- |
| 5       | 1       | 2       | 3       | 4       | 5       | 6       | 7       |
| 6       | 8       | 9       | 10      | 11      | 12      | 13      | 14      |
| 7       | 15      | 16      | 17      | 18      | 19      | 20      | 21      |
| 8       | 22      | 23      | 24      | 25      | 26      | 27      | 28      |

| März | März | März | März | März | März | März | März |
| Kw   | Mo   | Di   | Mi   | Do   | Fr   | Sa   | So   |
| ---- | ---- | ---- | ---- | ---- | ---- | ---- | ---- |
| 9    | 1    | 2    | 3    | 4    | 5    | 6    | 7    |
| 10   | 8    | 9    | 10   | 11   | 12   | 13   | 14   |
| 11   | 15   | 16   | 17   | 18   | 19   | 20   | 21   |
| 12   | 22   | 23   | 24   | 25   | 26   | 27   | 28   |
| 13   | 29   | 30   | 31   |      |      |      |      |

| April | April | April | April | April | April | April | April |
| Kw    | Mo    | Di    | Mi    | Do    | Fr    | Sa    | So    |
| ----- | ----- | ----- | ----- | ----- | ----- | ----- | ----- |
| 13    |       |       |       | 1     | 2     | 3     | 4     |
| 14    | 5     | 6     | 7     | 8     | 9     | 10    | 11    |
| 15    | 12    | 13    | 14    | 15    | 16    | 17    | 18    |
| 16    | 19    | 20    | 21    | 22    | 23    | 24    | 25    |
| 17    | 26    | 27    | 28    | 29    | 30    |       |       |

| Mai | Mai | Mai | Mai | Mai | Mai | Mai | Mai |
| Kw  | Mo  | Di  | Mi  | Do  | Fr  | Sa  | So  |
| --- | --- | --- | --- | --- | --- | --- | --- |
| 17  |     |     |     |     |     | 1   | 2   |
| 18  | 3   | 4   | 5   | 6   | 7   | 8   | 9   |
| 19  | 10  | 11  | 12  | 13  | 14  | 15  | 16  |
| 20  | 17  | 18  | 19  | 20  | 21  | 22  | 23  |
| 21  | 24  | 25  | 26  | 27  | 28  | 29  | 30  |
| 22  | 31  |     |     |     |     |     |     |

| Juni | Juni | Juni | Juni | Juni | Juni | Juni | Juni |
| Kw   | Mo   | Di   | Mi   | Do   | Fr   | Sa   | So   |
| ---- | ---- | ---- | ---- | ---- | ---- | ---- | ---- |
| 22   |      | 1    | 2    | 3    | 4    | 5    | 6    |
| 23   | 7    | 8    | 9    | 10   | 11   | 12   | 13   |
| 24   | 14   | 15   | 16   | 17   | 18   | 19   | 20   |
| 25   | 21   | 22   | 23   | 24   | 25   | 26   | 27   |
| 26   | 28   | 29   | 30   |      |      |      |      |

| Juli | Juli | Juli | Juli | Juli | Juli | Juli | Juli |
| Kw   | Mo   | Di   | Mi   | Do   | Fr   | Sa   | So   |
| ---- | ---- | ---- | ---- | ---- | ---- | ---- | ---- |
| 26   |      |      |      | 1    | 2    | 3    | 4    |
| 27   | 5    | 6    | 7    | 8    | 9    | 10   | 11   |
| 28   | 12   | 13   | 14   | 15   | 16   | 17   | 18   |
| 29   | 19   | 20   | 21   | 22   | 23   | 24   | 25   |
| 30   | 26   | 27   | 28   | 29   | 30   | 31   |      |

| August | August | August | August | August | August | August | August |
| Kw     | Mo     | Di     | Mi     | Do     | Fr     | Sa     | So     |
| ------ | ------ | ------ | ------ | ------ | ------ | ------ | ------ |
| 30     |        |        |        |        |        |        | 1      |
| 31     | 2      | 3      | 4      | 5      | 6      | 7      | 8      |
| 32     | 9      | 10     | 11     | 12     | 13     | 14     | 15     |
| 33     | 16     | 17     | 18     | 19     | 20     | 21     | 22     |
| 34     | 23     | 24     | 25     | 26     | 27     | 28     | 29     |
| 35     | 30     | 31     |        |        |        |        |        |

| September | September | September | September | September | September | September | September |
| Kw        | Mo        | Di        | Mi        | Do        | Fr        | Sa        | So        |
| --------- | --------- | --------- | --------- | --------- | --------- | --------- | --------- |
| 35        |           |           | 1         | 2         | 3         | 4         | 5         |
| 36        | 6         | 7         | 8         | 9         | 10        | 11        | 12        |
| 37        | 13        | 14        | 15        | 16        | 17        | 18        | 19        |
| 38        | 20        | 21        | 22        | 23        | 24        | 25        | 26        |
| 39        | 27        | 28        | 29        | 30        |           |           |           |

| Oktober | Oktober | Oktober | Oktober | Oktober | Oktober | Oktober | Oktober |
| Kw      | Mo      | Di      | Mi      | Do      | Fr      | Sa      | So      |
| ------- | ------- | ------- | ------- | ------- | ------- | ------- | ------- |
| 39      |         |         |         |         | 1       | 2       | 3       |
| 40      | 4       | 5       | 6       | 7       | 8       | 9       | 10      |
| 41      | 11      | 12      | 13      | 14      | 15      | 16      | 17      |
| 42      | 18      | 19      | 20      | 21      | 22      | 23      | 24      |
| 43      | 25      | 26      | 27      | 28      | 29      | 30      | 31      |

| November | November | November | November | November | November | November | November |
| Kw       | Mo       | Di       | Mi       | Do       | Fr       | Sa       | So       |
| -------- | -------- | -------- | -------- | -------- | -------- | -------- | -------- |
| 44       | 1        | 2        | 3        | 4        | 5        | 6        | 7        |
| 45       | 8        | 9        | 10       | 11       | 12       | 13       | 14       |
| 46       | 15       | 16       | 17       | 18       | 19       | 20       | 21       |
| 47       | 22       | 23       | 24       | 25       | 26       | 27       | 28       |
| 48       | 29       | 30       |          |          |          |          |          |

| Dezember | Dezember | Dezember | Dezember | Dezember | Dezember | Dezember | Dezember |
| Kw       | Mo       | Di       | Mi       | Do       | Fr       | Sa       | So       |
| -------- | -------- | -------- | -------- | -------- | -------- | -------- | -------- |
| 48       |          |          | 1        | 2        | 3        | 4        | 5        |
| 49       | 6        | 7        | 8        | 9        | 10       | 11       | 12       |
| 50       | 13       | 14       | 15       | 16       | 17       | 18       | 19       |
| 51       | 20       | 21       | 22       | 23       | 24       | 25       | 26       |
| 52       | 27       | 28       | 29       | 30       | 31       |          |          |

## Ereignisse

### Politik und Weltgeschehen

#### Kaiserreich China
- 27. Januar: Buyantu Khan wird als Nachfolger seines Bruders Külüq Khan Kaiser der Yuan-Dynastie in China. Im Gegensatz zu Külüq vertritt er die chinesischen Interessen bei Hof. Um die Söhne seines Bruders, Qoshila und Toqa Timur, kristallisiert sich rasch eine mongolische Gegenpartei, die aber aufgrund der Jugend ihrer Repräsentanten vorläufig keine Chance hat.

#### Kaukasus
- Der dreijährige Giorgi VI. wird nach dem Tod seines Vaters David VIII. Herrscher von Georgien aus der Bagratiden-Dynastie. Er steht unter der Vormundschaft seines Onkels Giorgi V.

#### Osteuropa
- 15. März: Die Schlacht am Kephissos zwischen den Söldnern der Katalanischen Kompanie und dem Herzogtum Athen endet mit einem Sieg der Katalanen. Der Athener Herzog Walter von Brienne findet in der Schlacht den Tod. Der im Kampf gefangengenommene Ritter Roger Deslaur wird von der Kompanie zum neuen Herzog erhoben. Die neue katalanische Herrschaft in Athen ist allerdings umgeben von Feinden, im Westen und Norden von den griechischen Despotien Thessalien und Epiros, im Osten von Venedig auf Euböa und im Süden vom Fürstentum Achaia, das von den Anjou aus Neapel dominiert wird. Die alte Herzogsfamilie der Brienne kann sich außerdem in Argos und Nauplia halten, wo sie ihr eigenes Herzogtum aufrechterhält. Die Katalanen kommen daher zu der Entscheidung, dass sie nur unter dem Schutz eines mächtigen Herrschers überleben können. So wenden sie sich an König Friedrich II. von Sizilien aus dem Hause Aragon. Die Kompanie entwickelt eigens eine neue Verfassung für das Herzogtum, die eine Gewaltenteilung zwischen der autonom bleibenden Kompanie und der herzoglichen Gewalt vorsieht.
- 3. Mai: Nach dem Tod Siegfried von Feuchtwangens wird Karl von Trier 16. Hochmeister des Deutschen Ordens.
- Der prodeutsche und antipolnische Krakauer Aufstand des Vogtes Albert, an dem auch die verbündeten Städte Sandomir und Wieliczka teilnehmen, beginnt. Die nach Magdeburger Recht wiedergegründete Stadt Krakau versucht sich unter Führung ihres Bürgertums von landesherrlicher Bevormundung zu befreien.

#### Heiliges Römisches Reich

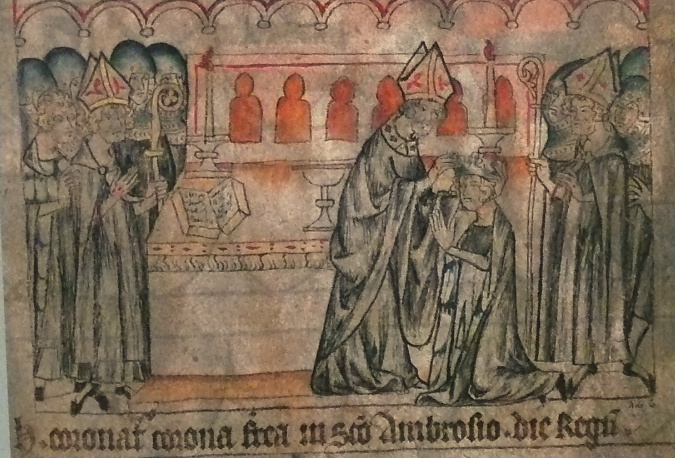
Die Krönung Heinrichs

- 6. Januar: Der deutsche König Heinrich VII. von Luxemburg wird in Mailand zum König der Lombardei gekrönt.
- 7. Februar: Heinrichs Sohn Johann von Luxemburg wird in Prag zum König von Böhmen gekrönt.

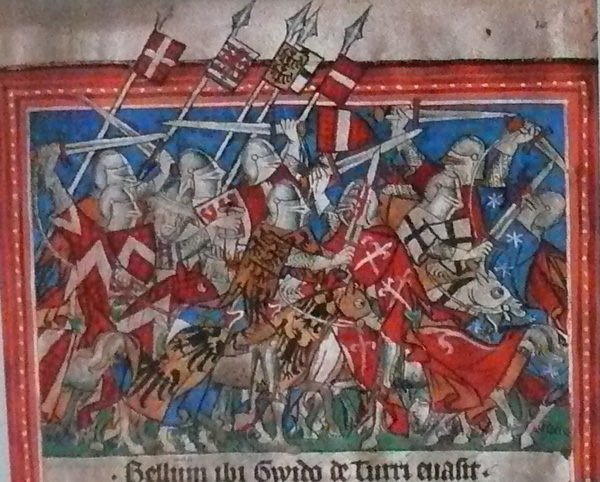
Die Niederschlagung des Mailänder Aufstands

- Februar: Heinrich VII. von Luxemburg schlägt einen Aufstand in Mailand nieder. Der Anführer der Guelfen, Guido della Torre, wird vertrieben, Matteo I. Visconti wieder als Herrscher von Mailand eingesetzt.
- In der Ottonischen Handfeste vom 5. Juni gewährt Herzog Otto III. von Niederbayern den niederbayerischen Ständen Privilegien und Rechte.
- 29. November: Nach dem Tod Alboinos della Scala ernennt sein Bruder und Mitregent Cangrande I. della Scala seinerseits Alboinos fünfjährigen Sohn Alberto II. della Scala zum Mitregenten in Verona.

#### Republik Venedig

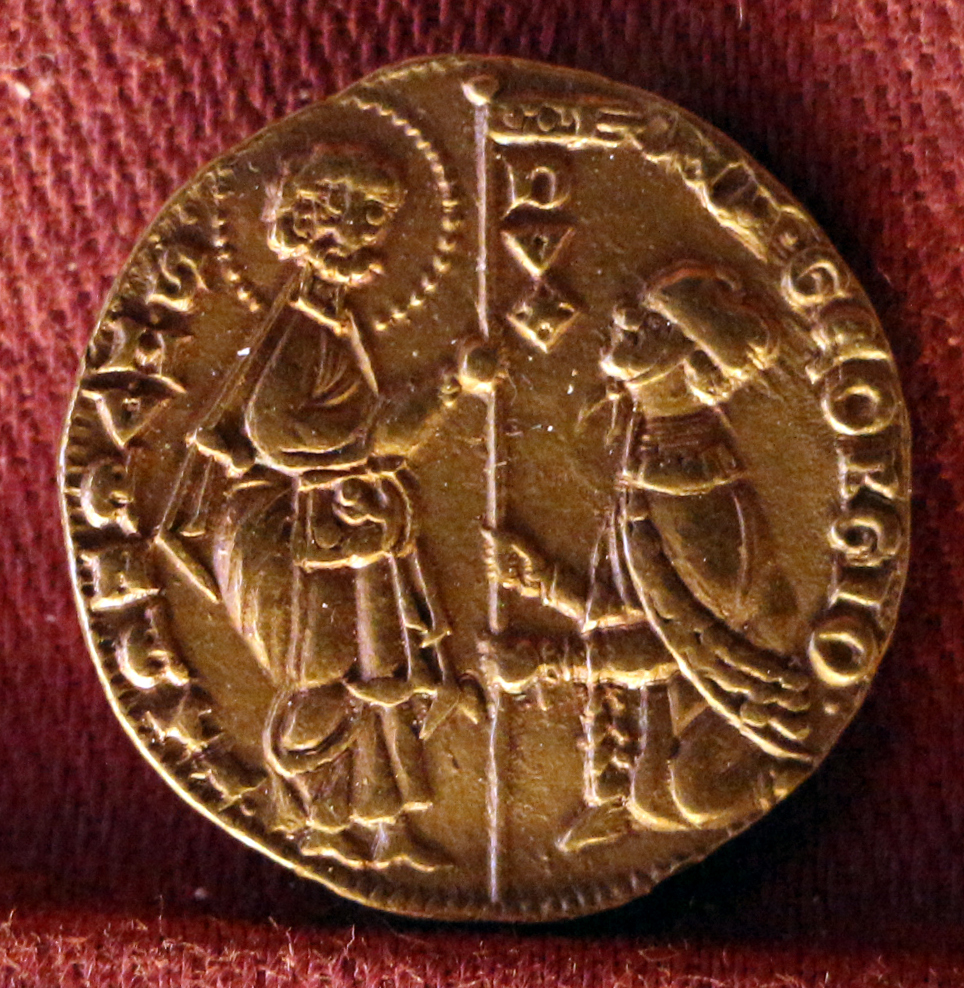
Zecchine Marino Zorzis

- 23. August: Marino Zorzi wird nach dem Tod von Pietro Gradenigo am 13. August neuer Doge von Venedig. Mit der Wahl des frommen und mildtätigen Achtzigjährigen, der bereits Erfahrung als venezianischer Botschafter in Rom gesammelt hat, hoffen die Repräsentanten der Seerepublik möglicherweise, das von Papst Clemens V. im Jahr 1308 verhängte Interdikt wieder aufheben zu können. Zorzi betrachtet sein Amt vordringlich als Gelegenheit, die Armen mit milden Gaben zu beschenken und innerhalb der Republik für Frieden zu sorgen, der unter seinem Vorgänger sowohl innen- als auch außenpolitisch schwer gestört worden ist.

#### Westeuropa
- Sancho I. wird nach dem Tod seines Vaters Jakob II. König von Mallorca.

#### Stadtrechte und urkundliche Ersterwähnungen
- 22. April: Dülmen erhält Stadtrecht.
- Olpe erhält Stadtrecht.
- Plagne, Romont und Les Verrières werden erstmals urkundlich erwähnt.

### Religion und Kultur
- 16. Oktober: Beginn des Konzils von Vienne (bis 1312).

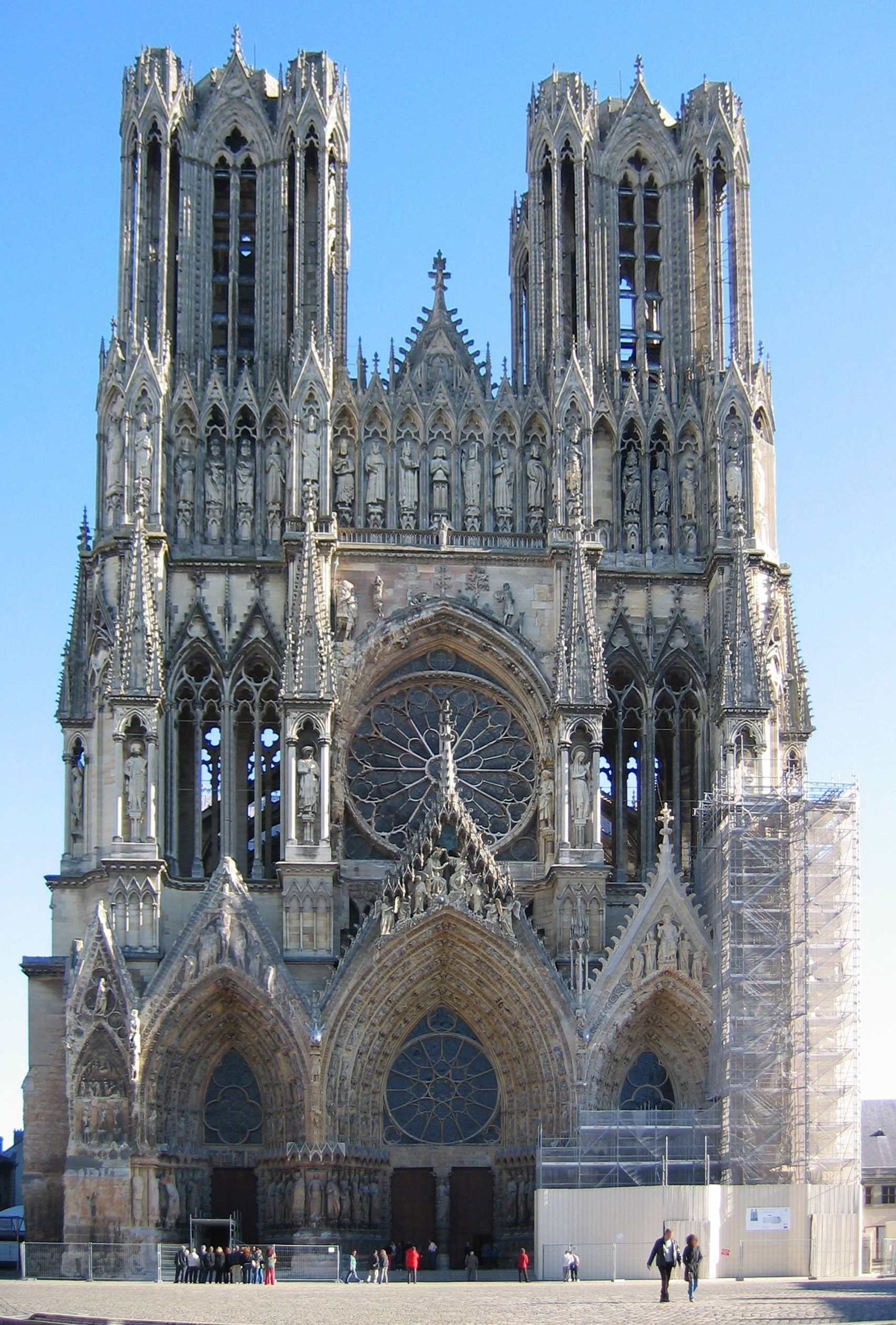
Die Kathedrale von Reims heute

- Die Kathedrale von Reims wird nach 100-jähriger Bauzeit vollendet.

### Gesellschaft

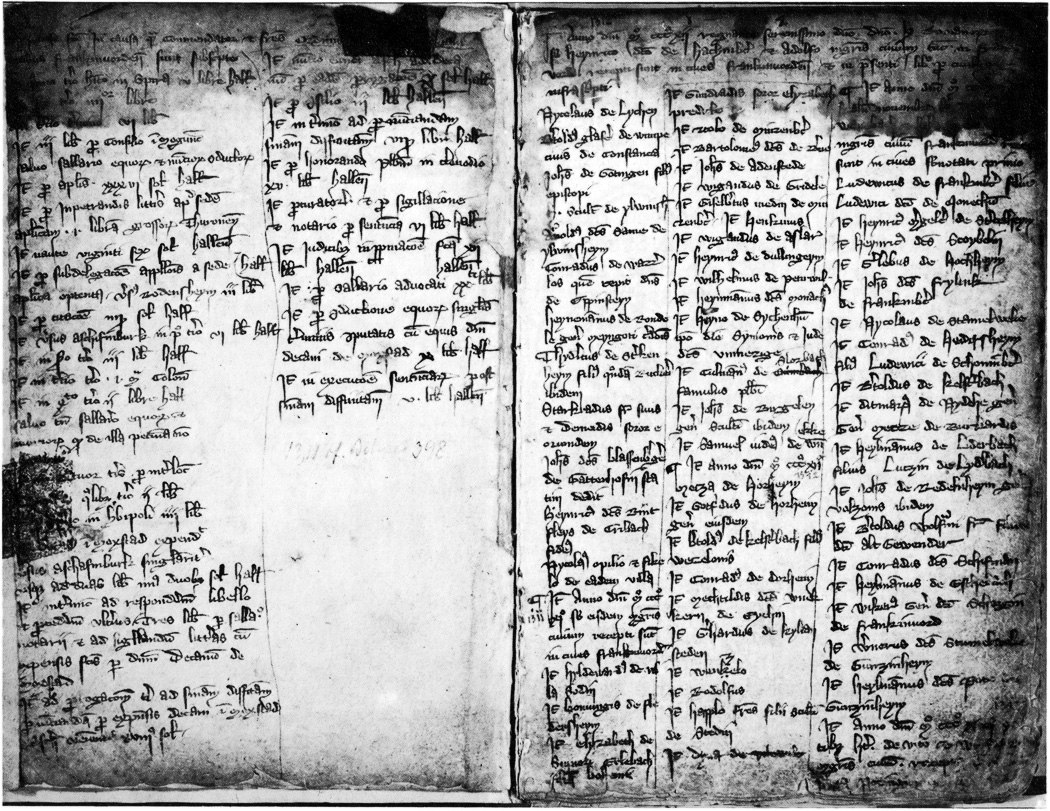
Seite aus dem Frankfurter Bürgerbuch von Dezember 1311

- Der Stadtschreiber der Stadt Frankfurt am Main beginnt mit der Anlage des Frankfurter Bürgerbuchs, in dem die Neueinbürgerungen der Stadt chronologisch festgehalten werden.

## Geboren

### Geburtsdatum gesichert
- 28. Januar: Johanna II., Königin von Navarra († 1349)
- 29. März: Amadeus III., Graf von Genf († 1367)
- 24. Juni: Philippa von Hennegau, Königin von England († 1369)
- 13. August: Alfons XI., König von Kastilien und León († 1350)

### Genaues Geburtsdatum unbekannt
- Jean I., Graf von Armagnac, Graf von Fézensac und Rodez († 1373)
- Munenaga, japanischer Prinz, buddhistischer Mönch und Dichter († 1385)
- Pierre I., Herzog von Bourbon († 1356)

## Gestorben

### Erstes Halbjahr
- 27. Januar: Külüq Khan, Kaiser der mongolischen Yuan-Dynastie in China (* 1281)
- 5. Februar: Henry de Lacy, englischer Magnat, Diplomat und Feldherr (* 1249)
- 7. Februar: Qutb ad-Din asch-Schirazi, persischer Wissenschaftler (* 1236)
- 14. Februar: Johann, Landgraf in Niederhessen
- 24. Februar: Guillaume Arrufat, römisch-katholischer Kardinal
- 3. März: Antony Bek, Bischof von Durham (* um 1245)
- 15. März: Walter V., Graf von Brienne, Lecce und Conversano und Herzog von Athen (* um 1275)
- 3. Mai: Siegfried von Feuchtwangen, Hochmeister des deutschen Ordens
- 29. Mai: Jakob II., König von Mallorca (* 1243)

### Zweites Halbjahr
- 28. Juli: Emicho Wildgraf von Kyrburg, Bischof von Freising
- 31. Juli: Roger Lestrange, englischer Ritter, Militär und Beamter

Wappen Pietro Gradenigos

- 13. August: Pietro Gradenigo, Doge von Venedig (* 1251)
- 23. August: Eberhard I., Graf von Katzenelnbogen (* um 1243)
- 6. September: Arnaldus de Villanova, bedeutender scholastischer Arzt (* um 1235)
- 4. Oktober: Johannes VI. von Waldstein, Bischof von Olmütz
- 13. Oktober: Guido von Namur, Heerführer der flämischen Adeligen (* um 1275)
- 13. Oktober: Aymon de Quart, Bischof von Genf
- 29. November: Alboino della Scala, Herr von Verona (* um 1284)
- 10. Dezember: Étienne de Suisy, Kardinal

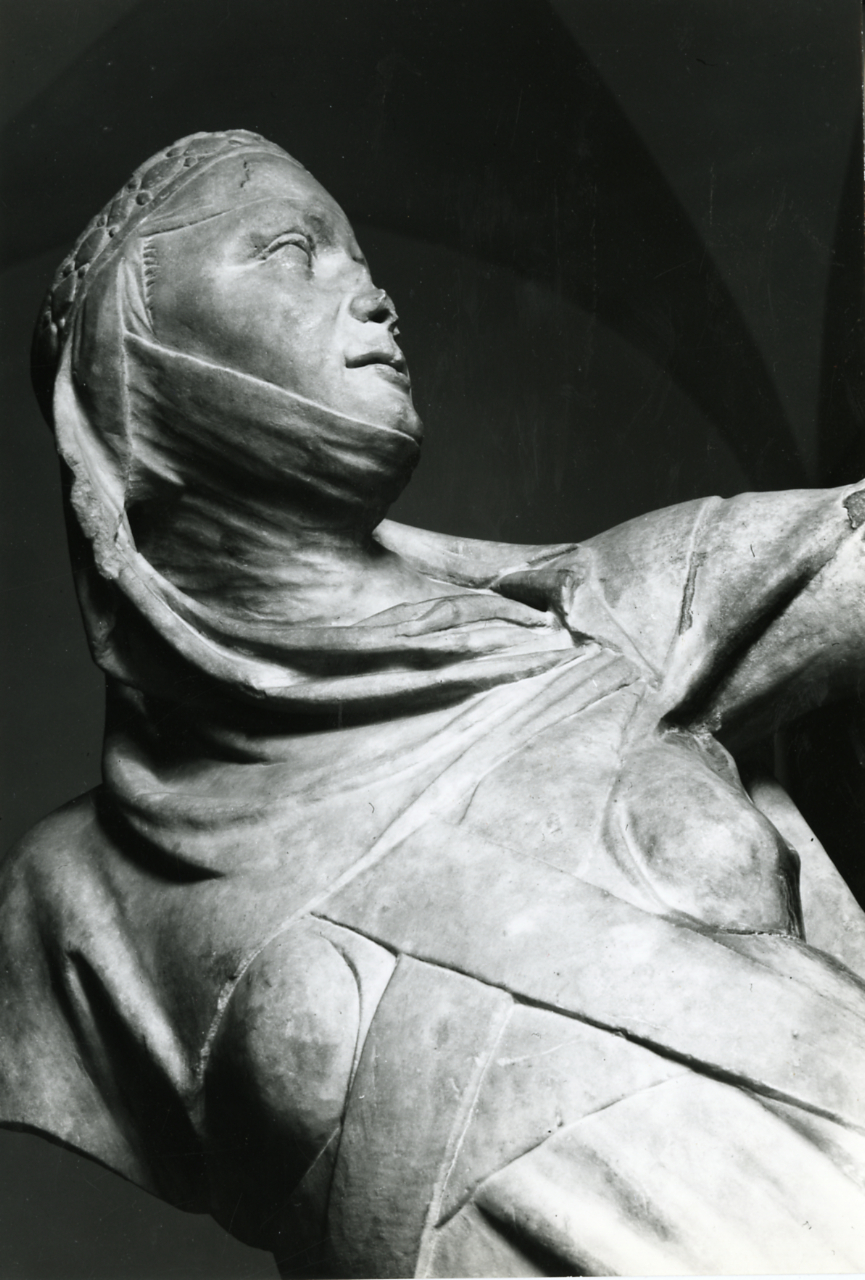
Fragmente des Genueser Grabmals der Königin Margarete

- 14. Dezember: Margarete von Brabant, römisch-deutsche Königin, Frau Heinrichs VII. von Luxemburg (* 1275/76)

### Genaues Todesdatum unbekannt
- David VIII., georgischer König (* 1273)
- John Lestrange, englischer Adeliger (* 1282)
- Thamar Angelina Komnene, Fürstin von Tarent

### Gestorben um 1311
- 1311 oder 1317: Mangrai, Gründer und König von Lan Na (* 1238/1239)